# Gymnostachyum ceylanicum
Gymnostachyum ceylanicum är en akantusväxtart som beskrevs av George Arnott Walker Arnott och Nees. Gymnostachyum ceylanicum ingår i släktet Gymnostachyum och familjen akantusväxter. Inga underarter finns listade i Catalogue of Life.

## Bildgalleri

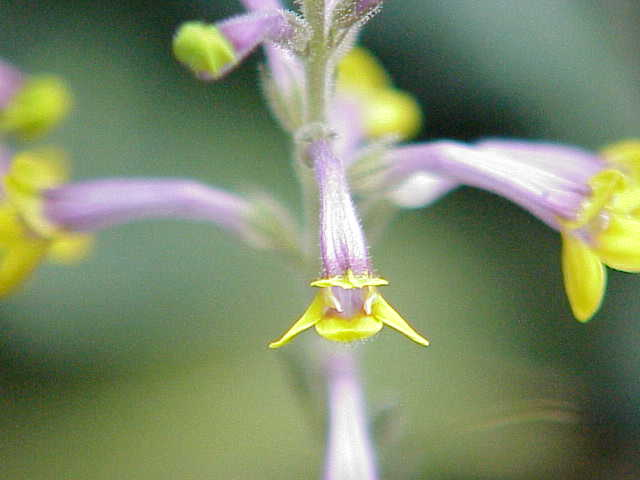
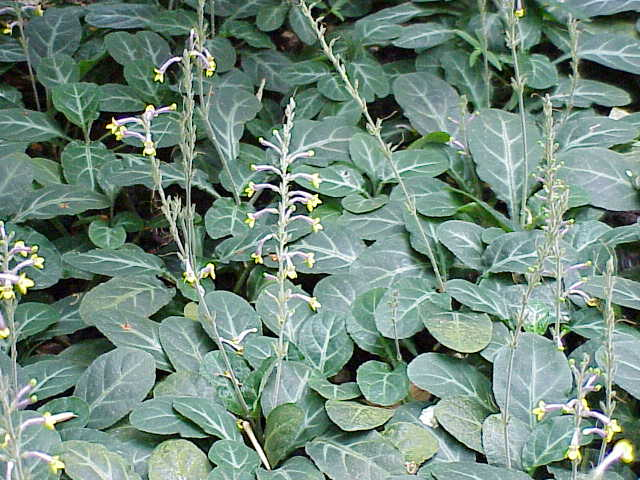